# Ernst von Gagern (Admiral)
Ernst von Gagern (* 6. Juli 1878 in Weisendorf-Neuenbürg; † 14. September 1954 ebenda) war ein deutscher Admiral der Kriegsmarine.

## Familie
Gagern entstammte dem Süddeutschen Zweig des ursprünglich aus Rügen stammenden Adelsgeschlechts Gagern. Aus dem Zweig sind mehrere bedeutende Diplomaten und Staatsmänner hervorgegangen.

## Karriere

### Kaiserliche Marine und Erster Weltkrieg
Gagern trat am 16. April 1894 als Seekadett in die Kaiserliche Marine ein. Er absolvierte die Grundausbildung und anschließend die Basisausbildung bis zum 22. März 1895 auf der als Schulschiff genutzten Gedeckten Korvette Stein. Danach wechselte er auf das Schulschiff Moltke, auf dem er am 13. Mai 1895 zum Seekadetten befördert wurde. Zur weiteren Ausbildung wurde er ab dem 25. März 1896 an die Marineschule in Kiel kommandiert. Ab dem 1. Oktober 1897 diente er auf der Panzerkorvette Württemberg und wurde am 27. Oktober 1897 zum Unterleutnant zur See befördert. Vom 16. Januar bis zum 27. Mai 1898 diente Gagern im 1. See-Bataillon und anschließend bis zum 31. März 1899 als Adjutant auf der Panzerkorvette Bayern. Vorher erfolgte am 1. Januar 1899 die Beförderung zum Leutnant zur See. Ab dem 1. April 1899 war Gagern zur Verfügung des Chefs der Marinestation der Ostsee abgestellt und diente anschließend ab dem 3. Juli 1899 als Wachoffizier auf dem neu in Dienst gestellten Großen Kreuzer Hansa. Obwohl noch in der Erprobung, wurde das Schiff am 16. August 1899 nach Ostasien entsandt, um das dortige deutsche Ostasiengeschwader zu verstärken. Während der Dienstzeit in Ostasien wurde Gagern am 9. April 1900 zum Oberleutnant zur See befördert. Ab Juni 1900 nahm er mit dem Schiff an der Niederschlagung des Boxeraufstands teil und wechselte am 11. November 1900 erneut in der Verwendung als Wachoffizier auf den Kleinen Kreuzer Gefion. Als dieses Schiff im Juni 1901 aus dem Ostasiengeschwader entlassen wurde, stieg Gagern auf Bayern um und kehrte bis zum 30. Juli 1901 nach Deutschland zurück. Es folgte eine erneute Verwendung als Wachoffizier – diesmal auf dem Küstenpanzerschiff Ägir ab dem 31. Juli 1901. Anschließend wurde Gagern erneut als Adjutant im Stab der Marinestation Ostsee und danach ab dem 19. September 1902 als Wachoffizier auf dem Linienschiff Kaiser Wilhelm II. eingesetzt – gleichzeitig war er auch Flaggoffizier im Stab der Übungsflotte.
Am 1. Oktober 1903 wurde Gagern dann als Kompanieoffizier zur 1. Torpedodivision versetzt und kommandierte während dieser Verwendung auch zweimal (vom 15. Oktober bis zum 14. Dezember 1903 und vom 6. April bis zum 16. August 1904) das Große Torpedoboot S 98. Ab dem 1. Oktober 1904 wurde er Adjutant im Stab des 1. Torpedodivision. In diese Verwendung fiel am 21. März 1905 die Beförderung zum Kapitänleutnant. Am 1. Oktober 1906 wurde Gagern schließlich als Wachoffizier auf den Großen Kreuzer Yorck versetzt und diente anschließend ab dem 1. Oktober 1907 als Adjutant im Admiralstab. Es folgte ab dem 1. Oktober 1909 eine Verwendung als Navigationsoffizier auf dem Linienschiff Pommern und ab dem 16. September 1910 war er als Admiralstabsoffizier im Stab des 2. Admirals der II. Geschwaders. Die Beförderung zum Korvettenkapitän erfolgte am 19. August 1911. Ab dem 14. Januar 1912 diente Gagern erneut als Navigationsoffizier, und zwar auf dem Linienschiff Deutschland, gleichzeitig war er auch als Flottennavigationsoffizier kommandiert. Es folgten zwei Verwendungen als 1. Admiralstabsoffizier. Zunächst ab dem 8. Dezember 1912 beim Stab der 5. Division des III. Geschwaders und dann ab dem 1. Oktober 1913 beim Stab der 4. Division des III. Geschwaders. In dieser Verwendung erlebte er den Ausbruch des Ersten Weltkriegs und wurde am 26. April 1917 zum Fregattenkapitän befördert. Am 25. August 1917 übernahm Gagern den Kleinen Kreuzer Emden als Kommandant. Von September bis November 1917 unterstützte er mit dem Kreuzer, zusammen mit anderen Marineschiffen, das Unternehmen Albion, eine amphibische Landungsunternehmung zur Besetzung der baltischen Inseln. Ab Dezember 1917 nahm der Kreuzer an nahezu allen Flottenoperationen in der Nordsee, unter anderem vor Norwegen, im Skagerrak und im Englischen Kanal teil. Ab dem 11. August 1918 wurde Gagern Abteilungsleiter in der Marinekriegsleitung des Admiralstabs der Marine. In dieser Dienststellung erlebte er auch das Kriegsende. Für sein Wirken während des Krieges wurde Gagern mit beiden Klassen des Eisernen Kreuzes, dem Ritterkreuz des Königlichen Hausordens von Hohenzollern mit Schwertern sowie dem Bayerischen Militärverdienstorden IV. Klasse mit Schwertern und mit Krone ausgezeichnet.

### Reichsmarine
Ab dem 11. November 1918 war Gagern Mitglied der Waffenstillstandskommission im belgischen Spa und anschließend als Verhandlungsoffizier in einer Unterkommission der Marinefriedenskommission. Am 17. Dezember 1919 wurde er zum Kapitän zur See befördert. Ab dem 13. Januar 1920 übernahm er als Vorsitzender die Führung der Marinefriedenskommission von Konteradmiral Paul Heinrich, was er bis 30. Mai 1920 blieb. Anschließend war er ab dem 3. Juni 1920 Chef der Marinestation Ostsee und wurde hier schließlich am 1. April 1921 zum Konteradmiral befördert. Am 1. Oktober 1924 folgte noch die Beförderung zum Vizeadmiral, bevor Gagern am 10. Januar 1925 zur Verfügung des Chefs der Marineleitung gestellt und anschließend am 31. Januar 1925 pensioniert wurde.

### Kriegsmarine und Zweiter Weltkrieg
Am 13. September 1939 wurde Gagern reaktiviert und als stellvertretender Reichskommissar beim Oberprisenhof in Berlin eingesetzt. In dieser Dienststellung erhielt er am 1. September 1942 die Beförderung zum Admiral z. V. und wurde am 4. Oktober 1942 zur Verfügung des Oberbefehlshabers der Kriegsmarine gestellt. Am 31. Oktober 1942 ging Gagern in den Ruhestand.

## Auszeichnungen
- Roter Adlerorden IV. Klasse
- Türkischer Osmanje-Orden IV. Klasse
- Japanischer Orden der Aufgehenden Sonne V. Klasse
- Ritterkreuz Ordens des Heiligen Karl

## Veröffentlichungen
Gagern verfasste zum Seekrieg in der Ostsee ein Entwurfsmanuskript, das in Verbindung mit dem Bundesarchiv/Militärarchiv vom Arbeitskreis für Wehrforschung herausgegeben und 1964 vom Verlag E.S. Mittler & Sohn veröffentlicht wurde. Der Titel lautete:
- Der Krieg zur See. 1914–1918. Der Krieg in der Ostsee. Band 3: Von Anfang 1916 bis zum Kriegsende. Verlag E.S. Mittler & Sohn. Herausgegeben in Verbindung mit dem Bundesarchiv/Militärarchiv vom Arbeitskreis für Wehrforschung. 1964.